# Heuchera brevistaminea
Heuchera brevistaminea är en stenbräckeväxtart som beskrevs av Ira Loren Wiggins. Heuchera brevistaminea ingår i släktet alunrötter, och familjen stenbräckeväxter. Inga underarter finns listade i Catalogue of Life.

## Bildgalleri

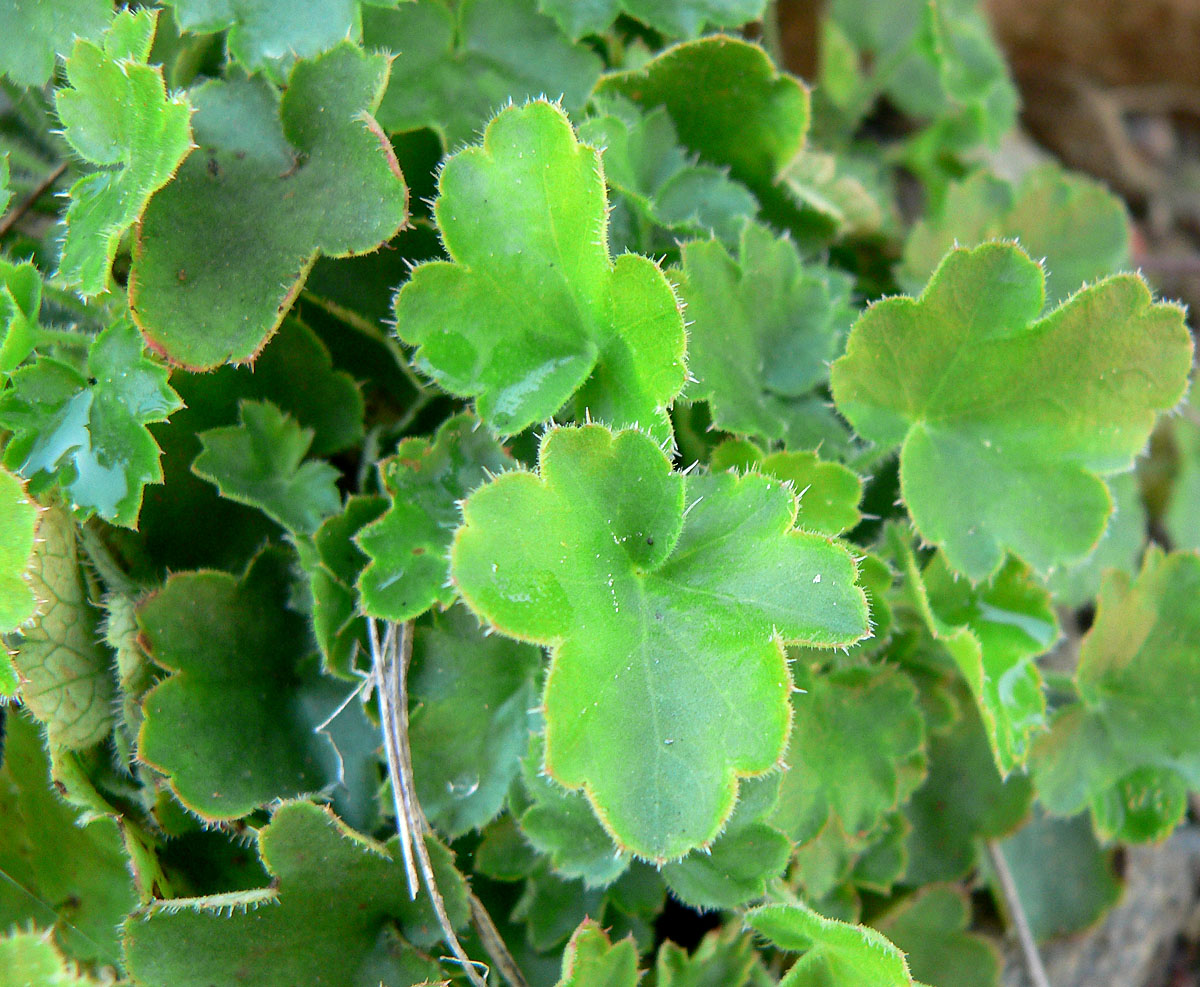
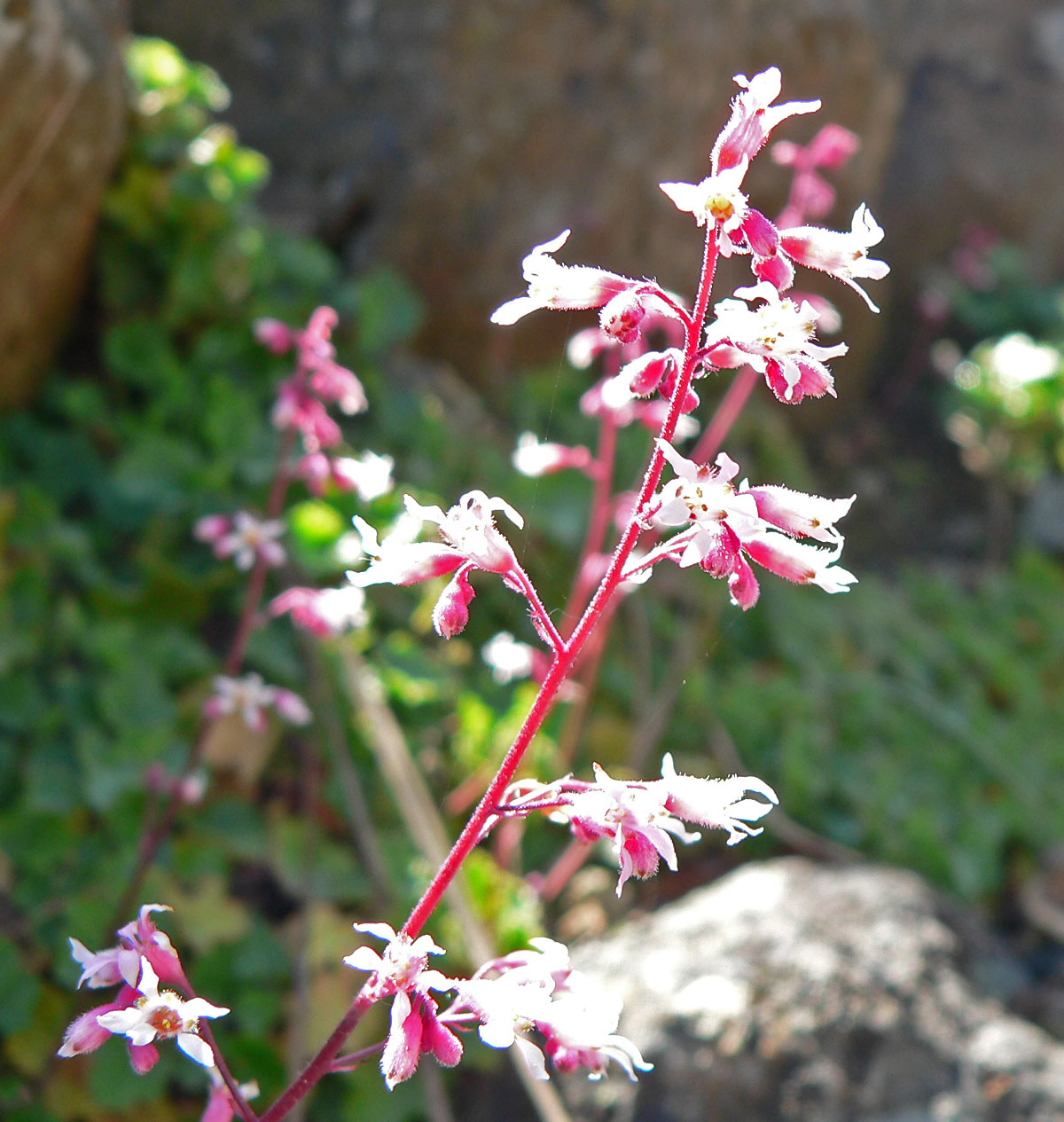